# Dysdera inermis
Dysdera inermis är en spindelart som beskrevs av José Vicente Ferrández 1984. Dysdera inermis ingår i släktet Dysdera och familjen ringögonspindlar.
Artens utbredningsområde är Spanien. Inga underarter finns listade i Catalogue of Life.